# Єврейський календар
Євре́йський календа́р — традиційний календар євреїв, що належить до місячно-сонячних, тобто кількість календарних днів його місяців визначається згідно з часом обертання Місяця, що дорівнює 29 дням 12 годинам 44 хвилинам і 2,8 секунди, тоді як тривалість року враховує період повного обертання Землі навколо сонця.
 Сьогодні: 
середа
6 серпня

2025 н. е.
12 Ава

5785

[оновити]

## Рік
Рахунок років у єврейському літочисленні ведеться від створення світу.

Початок літочислення відповідає 7 жовтня (1-го тішрея) 3761 до н. е. 
| Григоріанський рік | Єврейський рік |
| ------------------ | -------------- |
| -3761              | 0—1            |
| 1                  | 3761—3762      |
| 33                 | 3791—3792      |
| 1600               | 5360—5361      |
| 2000               | 5760—5761      |
| 2025               | 5785—5786      |

## Місяць
Ізраїльський народ вів відлік часу за місяцем, і кожний молодий місяць був початком нового календарного місяця. Тому тривалість одних місяців була 29 днів, інших — 30 днів, а в році було 12 місяців:
- Нісан, давній Авів — 30 днів;
- Іяр (Зіф) — 29 днів;
- Сиван — 30 днів
- Таммуз — 29 днів;
- Ав — 30 днів;
- Елул — 29 днів;
- Тішрей, або Єфанім — 30 днів;
- Хешван, місяць дощів; також Мархешван (Бул) — 29 або 30 днів;
- Кіслев — 29 або 30 днів;
- Тевет — 29 днів;
- Шват — 30 днів;
- Адар — 29 днів.

Через те, що рік за місяцем відставав від року за сонцем на 11 днів, євреї кожного третього року додавали 13-й місяць (у 30 днів) і називали його Ве-адар, Адар-II або Адар-додатковий.
В юдаїзмі календар відіграє вкрай важливу роль, визначаючи часові границі постів і свят. Кожний ритуальний період розраховується аж до хвилини. Порушення цих границь веде до опоганення законів Тори, покаранням за недотримання яких у часи існування Єрусалимського Храму була смерть.
Місяць єврейського календаря за тривалістю дорівнює 29-30 дням. Високосний рік має на один місяць більше — 13 місяців.
Новий рік починається у вересні.
Сучасний єврейський календар починається з місяця Тішрі.

## Тиждень
Тижневий цикл (івр. שבוע) складається із семи днів, що відповідає кількості днів створення світу. Назви днів тижня — прості номери від одного до шести. Шабат — сьомий день тижня.
Дні тижня:
1. Йом Рішон (יום ראשון, Yom Rischon «Перший день», відповідає неділі)
2. Йом Шені (יום שני, Yom Sheni, «Другий день», понеділок)
3. Йом Шліші (יום שלישי, Yom Shelishi, «Третій день», вівторок)
4. Йом Ревіі (יום רביעי, Yom Reviʻi, «Четвертий день», середа)
5. Йом Хаміші (יום חמישי, Yom Chamishi, «П'ятий день», четвер)
6. Йом Шіші (יום שישי, Yom Shishi, «Шостий день», п'ятниця)
7. Йом Шабат (שבת, «спокій», субота)

## Доба
Доба (вечір-ранок-день-надвечір'я) у єврейському календарі починається увечері. Обґрунтування знаходиться у Книзі Буття: «.. І був вечір і був ранок — день перший.». З історії творення виходить також і те, що кожен день також має і надвечір'я (івр. ערב — Erev).
У світі прийнято ділити добу на 24 рівні частини — години. У кожній годині 60 хвилин, а кожна хвилина має 60 секунд. Тому кожна година абсолютно дорівнює будь-якій іншій годині. Денний час влітку може бути довшим, ніж вночі, а взимку — навпаки.
Єврейський календар влаштований інакше. У ньому теж доба триває 24 години, але години не є рівними. Вони діляться на дві групи: денні і нічні. День завжди триває 12 годин, стільки ж триває ніч. І виявляється, що в довге літо денна година може тривати 72 хвилини, тоді як взимку година може бути всього 48 хвилин.
Поділ доби на години в єврейському календарі буває двох видів: шаот зманійот «тимчасові години» і шаот шавот «постійні години». Шаот зманійот становить 1/12 світлового дня (від сходу до заходу сонця) і 1/12 ночі. Шаот Шавот — 1/24 дня.
Години діляться на хелеки, кожен з яких становить 1/1080 години. Також виокремлюється хвилина (на івриті — дака́), 1/60 години, хелек, дорівнює 1/18 хвилини (тобто 1 хелек дорівнює 31/3 секунди) і регаїм (1/76 хелека, що дорівнює 44 мілісекундам). Шаот шавот та їх похідні використовуються для астрономічних і календарних розрахунків.

## Свята і пости
- Рош га-Шана (1 та 2 тішрею) — «голова року» — єврейський Новий рік, день, з якого починається суд над всім творінням. Цього дня євреї сурмлять у шофар.
- Йом Кіпур — День Спокути. Цього дня Вс-вишній остаточно вирішує долю людини на майбутній рік. Цього дня вирок підписується. Піст на день Йом Кіпур — найсуворіший і найважливіший піст. Цього дня Усевишній простив єврейському народу гріх золотого тельця і з того часу цей день став Днем Спокути. Йом Кипур називають також «суботою субот». Цього дня діють 5 заборон — на їжу і питво (протягом 25 годин), умивання, умащення шкіри, носіння шкіряного взуття і подружню близькість.
- Сукот — означає «курені». У куренях жили предки єврейського народу по виходу з Єгипту. Сказано в Торі: «у куренях живете сімох днів; кожен житель країни в Ізраїлі повинен жити в курені, щоб знали покоління ваші, що в куренях оселив Я синів Ізраїлю, коли вивів їх із Країни Єгипетської» (Ваїкра 23:42,43). Тому протягом усього свята Суккот варто жити в курені, як у будинку: їсти, пити, вивчати Тору, відпочивати, приймати гостей тощо
- Ханука
- Шавуот
- Пурим
- Песах — як і більшість інших єврейських свят, Песах символізує прямий зв'язок між Всевишнім і єврейським народом. Присвячено свято виходу євреїв із Єгипту, де вони були в рабстві.
- Лаг ба-Омер
- Піст 9 Ава
- Ту бі-Шват
- Гошана Раба
- Піст Естер
- Піст 17 тамуза
- Сліхот
- Сфірат га-Омер
- Шміні Ацерет
- Сімхат Тора
- Піст 10 тевета

Оскільки свято Песах відзначається 15-го нісана, який вважається місяцем весни, то для гармонізації місячного року з сонячним роком у єврейському календарі прийнятий цикл з 19 років (малий цикл), в якому 7 років є високосними роками. Числа високосних років у 19-річному циклі: 3, 6, 8, 11, 14, 17, 19.
| Єврейський рік | Новоюліанські роки | Номер року в циклі | Високосний | Правильний, достатній або недостатній | Новоюліанська дата 1-го тішрея | День тижня |
| -------------- | ------------------ | ------------------ | ---------- | ------------------------------------- | ------------------------------ | ---------- |
| 5772           | 2011—2012          | 15                 | Ні         | Правильний                            | 29 вересня 2011                | четвер     |
| 5773           | 2012—2013          | 16                 | Ні         | Недостатній                           | 17 вересня 2012                | понеділок  |
| 5774           | 2013—2014          | 17                 | Так        | Достатній                             | 5 вересня 2013                 | четвер     |
| 5775           | 2014—2015          | 18                 | Ні         | Правильний                            | 25 вересня 2014                | четвер     |
| 5776           | 2015—2016          | 19                 | Так        | Достатній                             | 14 вересня 2015                | понеділок  |
| 5777           | 2016—2017          | 1                  | Ні         | Недостатній                           | 3 жовтня 2016                  | понеділок  |
| 5778           | 2017—2018          | 2                  | Ні         | Правильний                            | 21 вересня 2017                | четвер     |
| 5779           | 2018—2019          | 3                  | Так        | Достатній                             | 10 вересня 2018                | понеділок  |
| 5780           | 2019—2020          | 4                  | Ні         | Достатній                             | 30 вересня 2019                | понеділок  |
| 5781           | 2020—2021          | 5                  | Ні         | Недостатній                           | 19 вересня 2020                | субота     |
| 5782           | 2021—2022          | 6                  | Так        | Правильний                            | 7 вересня 2021                 | вівторок   |
| 5783           | 2022—2023          | 7                  | Ні         | Достатній                             | 26 вересня 2022                | понеділок  |
| 5784           | 2023—2024          | 8                  | Так        | Недостатній                           | 16 вересня 2023                | субота     |
| 5785           | 2024—2025          | 9                  | Ні         | Достатній                             | 3 октября 2024                 | четвер     |
| 5786           | 2025—2026          | 10                 | Ні         | Правильний                            | 23 вересня 2025                | вівторок   |
| 5787           | 2026—2027          | 11                 | Так        | Достатній                             | 12 вересня 2026                | субота     |
| 5788           | 2027—2028          | 12                 | Ні         | Достатній                             | 2 жовтня 2027                  | субота     |
| 5789           | 2028—2029          | 13                 | Ні         | Правильний                            | 21 вересня 2028                | четвер     |
| 5790           | 2029—2030          | 14                 | Так        | Недостатній                           | 10 вересня 2029                | понеділок  |

## Походження
За своїм походженням теперішній календар є найпізнішою версією юдейського календаря і не використовувався у Храмі за часів Христа. У своєму Додатку 3 до Історії єврейського народу за часів Ісуса Христа (History of the Jewish People in the Age of Jesus Christ (Vol. 1, р. 587)) Шурер стверджує, що єврейські імена мають ассирійсько-вавилонське походження; їх аккадіанськими еквівалентами є: ни-са-ан-ну, а-а-ру, сф-ма-ну, ду-у-зу і т. д., звертаючись при цьому до роботи Лендсбургера (Materialen zum Sumerischen Lexicon V (1957), с. 25-26 і далі за текстом): "Найдавнішим послідовним юдейським списком усіх місяців є Мегіллат Тааніт. Він складений в I — на початку II сторіччя н. е. і був процитований в Мішні, складеній близько II сторіччя.
З пізніших авторів заслуговує на увагу лише маловідомий християнин Йосиф, який у своєму Гипомнестікумі (PG cvi, col. 33) має: Нісан, Еяр, Еїоуан, Тамоуз, "Аб, ‘Елоул, ‘Осрі (читайте Тісрі), Марсабан, Часелей, Тебет, Еабат, ‘Адар [Nesan, Eiar, Eiouan, Thamouz, «Ab, ‘Eloul, ‘Osri (read Thisri), Marsaban, Chaseleu, Tebeth, Eabath, ‘Adar]».
Після наведення назв єврейських місяців, Шурер каже: «Єврейські місяці завжди були тим, що і місяці всіх цивілізованих народів, а саме — вони вимірювалися місячними циклами. Оскільки астрономічна тривалість місяця є 29 дні, 12 годин, 44′, 3″, місяці, що складаються з 29 днів, повинні регулярно чергуватися з місяцями, що складаються з 30 днів. Але 12 місячних місяців становлять тільки 354 дні, 8 годин, 48′ 38″, тоді як сонячний рік охоплює 365 днів, 5 годин, 48′ 48″. Різниця між місячним роком, що складається з 12 місяців і сумою днів сонячного року, таким чином, становить 10 днів 21 годин. Щоб компенсувати цю різницю кожний третій рік і іноді — кожний другий треба додавати ще один місяць. Цього закону дотримувалися на самому початку, тобто 3 рази в кожні 8 років додавалося по одному місяцю (в цей період різниця становила 87 днів). 4-річні Грецькі ігри також будувалася на цьому 8-річному циклі (‘октаетерісі'), 4-річний цикл отримувався простим розділенням 8-річного».